# علاء الدين (مسرحية)
علاء الدين مسرحية كوميدية بطولة أحمد عز وإخراج مجدي الهواري.

## القصة
قصة تم اقتباسها في العديد من الأفلام والرسوم المتحركة ومسلسلات لكن هذه المرة ستكون مسرحية مصرية

## الشخصيات
- أحمد عز: علاء الدين.
- تارا عماد: ياسمينا.
- هشام إسماعيل: جعفر.
- محمد ثروت: العفريت.
- سامي مغاوري: السلطان.
- إسلام إبراهيم: قفة.